# Restrictions sur les données géographiques en Corée du Sud
 (juin 2024).
Les restrictions sur les données géographiques en Corée du Sud sont mis en œuvre par le gouvernement sud-coréen qui défend ces restrictions au nom de la sécurité nationale. Les données géographiques et les informations de la Corée du Sud sont soumises à plusieurs réglementations qui restreignent sévèrement leur réutilisation. Plusieurs critiques internationaux soutiennent que cela constitue une forme de protectionnisme et une barrière commerciale.

## Situation juridique
Les données géographiques de la Corée du Sud sont soumises à plusieurs restrictions en raison de lois telles que la Geospatial Information Management Act (ko) (également connue sous le nom de loi sur la construction et la gestion de l'information spatiale). L'article 16, paragraphe 1 de cette loi interdit que les données d'enquête dirigées par l'État traversent les frontières physiques de la Corée. Une autre législation connexe est l'article 26 des règlements de sécurité sur l'information spatiale nationale qui stipule que les photographies aériennes contenant des installations de sécurité nationale et militaires ne doivent pas être rendues publiques,,,,,,.

## Conséquences
Les restrictions légales ont conduit à une moins bonne performance des plateformes internationales telles que Google Maps ou Apple Maps en Corée du Sud. En 2016 et en 2023, Google et Apple se sont respectivement vu refuser les données cartographiques, ce qui empêche d'offrir des directions en temps réel ou précises pour leurs applications, impactant divers services (y compris des jeux comme Pokémon Go et des fonctionnalités plus basiques telles que les directions de conduite ou de marche),,,,,,. Le gouvernement sud-coréen a justifié à plusieurs reprises cette politique en raison de la sécurité nationale, citant la menace de la Corée du Nord et des préoccupations spécifiques de sécurité telles que le danger des images satellites non floutées des installations militaires domestiques. Cependant, plusieurs observateurs ont également noté que la situation actuelle est une forme de protectionnisme qui bénéficie aux concurrents locaux des services internationaux (tels que Naver, Kakao ou Daum, qui fournissent leurs propres services cartographiques),,,,,,,.
La loi et la mise en œuvre en Corée du Sud ont été qualifiées de barrière commerciale. Les représentants commerciaux des États-Unis ont suggéré qu'elles enfreignent l'Accord de libre-échange entre les États-Unis et la Corée du Sud entre les deux pays, qui en théorie ne permet pas de discrimination entre les produits numériques nationaux et importés,,. D'un autre côté, il a été argumenté que le fardeau supplémentaire imposé aux entreprises nationales, qui doivent mettre en œuvre la censure, peut réduire la qualité des services offerts et donc leur compétitivité.

Ces préoccupations juridiques ont conduit à l'autocensure dans les médias sud-coréens, ce qui a suscité des arguments selon lesquels cela nuit à la capacité des Coréens de juger de la véracité des revendications de la propagande nord-coréenne concernant l'armée sud-coréenne.
L'argument de la sécurité nationale a été critiqué en raison du fait que la comparaison entre les images satellites disponibles internationalement et celles approuvées et censurées par le gouvernement sud-coréen peut en fait faciliter l'identification des objets militaires qui devraient, en théorie, être cachés, les rendant ainsi plus vulnérables au lieu de moins. De plus, certains des objets classés comme installations militaires et censurés ont peu de valeur militaire réaliste, tels que des terrains de golf affiliés à l'armée.